# Петер Домокош
Пе́тер До́мокош (угор. Domokos Péter; *15 січня 1936, село Дердьофалу — 27 травня 2014) — угорський літературознавець, дослідник удмуртської та інших фіно-угорських літератур. Син історика й музичного етнографа Пала Петера Домокоша.
У 1959 році закінчив Будапештський університет, 6 років викладав літературу та мову в Будапештській гімназії, в 1965–1970 роках викладав угорську мову та літературу на кафедрі фіно-угорської філології в Ленінградському університеті, з 1970 року — науковий співробітник Сегедського університету, в 1980–1986 роках — доцент, з 1986 року — професор Будапештського університету.
Захистив кандидатську дисертацію на тему «Історія удмуртської літератури» в 1972 році, докторську — на тему «Історія літератур малих уральських народів» в 1984 році. У монографії «Історія удмуртської літератури» (Будапешт, 1975; Іжевськ, 1993) він показав історичне, мовне, народно-поетичне коріння удмуртської літератури, розкрив її суттєві сторони в типологічному порівнянні з комі, марійською, мордовською та чуваською літературами. Інша значна робота — монографія «Формування літератур малих уральських народів» (Йошкар-Ола, 1993) — являє собою продовження попередньої. Історія однієї національної літератури переростає в дослідження історію розвитку близько 20 літератур малих уральських народів, їхніх взаємозв'язків, взаємовпливу, їхніх загальних та відмінних рис, визначає їхнє місце в світовій літературі. На сьогодні вже опубліковано понад 300 його робіт.

### Твори
- A finn irodalom fogadtatwasa Magyarorszwagon. Budapest, 1972;
- Vatka meg Kalmez. Votjwak mondwak wes meswek. Budapest, 1974;
- Az udmurt irodalom tortwenete. Budapest, 1975;
- Medvewenek. A keleti finnugor irodalmwanak kistükre. Budapest, 1975;
- Handbuch der uralischen Literaturen, Szeged, 1983;
- Itwaisten suomalais/ugrilaisten kansojen kirjallisuudesta. Helsinki, 1983.